# Білостоцько-Мінська битва
Білостоцько-Мінська битва (нім. Kesselschlacht bei Białystok und Minsk) — перший етап стратегічного наступу німецької групи армій «Центр» на центральному напрямку радянсько-німецького фронту під час операції «Барбаросса» в період 22—29 червня 1941 року. У результаті битви основні сили радянського Західного фронту опинилися в оточенні й були розгромлені, 28 червня німецькі війська захопили Мінськ.

## Історія

### Склад сторін
| Західний фронт (генерал армії Д. Г. Павлов) |                                               |                                                            |                                                          |
|                                             | 3-тя армія (генерал-лейтенант В. І. Кузнецов) |                                                            |                                                          |
|                                             |                                               | 4-й стрілецький корпус                                     |                                                          |
|                                             |                                               |                                                            | 27-ма стрілецька дивізія                                 |
|                                             |                                               |                                                            | 56-та стрілецька дивізія                                 |
|                                             |                                               |                                                            | 85-та стрілецька дивізія                                 |
|                                             |                                               | 21-й стрілецький корпус                                    |                                                          |
|                                             |                                               |                                                            | 17-та стрілецька дивізія                                 |
|                                             |                                               |                                                            | 24-ша стрілецька дивізія (генерал-майор Галицький К. М.) |
|                                             |                                               |                                                            | 37-ма стрілецька дивізія                                 |
|                                             |                                               | 11-й механізований корпус (генерал-майор Мостовенко Д. К.) |                                                          |
|                                             |                                               |                                                            | 29-та танкова дивізія (полковник Студнев М. П.)          |
|                                             |                                               |                                                            | 33-тя танкова дивізія (полковник Панов М. Ф.)            |
|                                             |                                               |                                                            | 204-та механізована дивізія (полковник Пирогов А. М.)    |
|                                             | 4-та армія (генерал-лейтенант О. А. Коробков) |                                                            |                                                          |
|                                             |                                               |                                                            | 49-та стрілецька дивізія                                 |
|                                             |                                               |                                                            | 75-та стрілецька дивізія                                 |
|                                             |                                               |                                                            | 62-й Брестський укріплений район                         |
|                                             |                                               | 28-й стрілецький корпус                                    |                                                          |
|                                             |                                               |                                                            | 6-та стрілецька дивізія                                  |
|                                             |                                               |                                                            | 42-га стрілецька дивізія                                 |
|                                             |                                               | 14-й механізований корпус (генерал-майор Оборін С. І.)     |                                                          |
|                                             |                                               |                                                            | 30-та танкова дивізія (полковник Богданов С. І.)         |
|                                             |                                               |                                                            | 22-га танкова дивізія                                    |
|                                             |                                               |                                                            | 205-та механізована дивізія                              |
|                                             | 10-та армія (генерал-лейтенант Голубєв К. Д.) |                                                            |                                                          |
|                                             |                                               | 1-й стрілецький корпус                                     |                                                          |
|                                             |                                               |                                                            | 2-га стрілецька дивізія                                  |
|                                             |                                               |                                                            | 8-ма стрілецька дивізія                                  |
|                                             |                                               | 5-й стрілецький корпус                                     |                                                          |
|                                             |                                               |                                                            | 86-та стрілецька дивізія                                 |
|                                             |                                               |                                                            | 13-та стрілецька дивізія                                 |
|                                             |                                               |                                                            | 89-та стрілецька дивізія                                 |
|                                             |                                               | 6-й механізований корпус (генерал-майор Хацкілевич М. Г.)  |                                                          |
|                                             |                                               |                                                            | 4-та танкова дивізія                                     |
|                                             |                                               |                                                            | 7-ма танкова дивізія                                     |
|                                             |                                               |                                                            | 29-та механізована дивізія                               |
|                                             |                                               | 13-й механізований корпус (генерал-майор Ахлюстін П. М.)   |                                                          |
|                                             |                                               |                                                            | 27-ма танкова дивізія                                    |
|                                             |                                               |                                                            | 31-ша танкова дивізія                                    |
|                                             |                                               |                                                            | 208-ма механізована дивізія                              |
|                                             |                                               | 6-й кавалерійський корпус                                  |                                                          |
|                                             |                                               |                                                            | 6-та кавалерійська дивізія                               |
|                                             |                                               |                                                            | 36-та кавалерійська дивізія                              |
|                                             | 13-та армія (генерал-лейтенант Філатов П. М.) |                                                            |                                                          |
|                                             |                                               | 2-й стрілецький корпус (генерал-майор Єрмаков А. М.)       |                                                          |
|                                             |                                               |                                                            | 100-а стрілецька дивізія (генерал-майор Русіянов І. М.)  |
|                                             |                                               |                                                            | 161-ша стрілецька дивізія                                |
|                                             |                                               | 44-й стрілецький корпус (генерал-майор Юшкевич В. О.)      |                                                          |
|                                             |                                               |                                                            | 64-та стрілецька дивізія                                 |
|                                             |                                               |                                                            | 108-ма стрілецька дивізія                                |
|                                             |                                               |                                                            | 50-та стрілецька дивізія                                 |
|                                             |                                               | 47-й стрілецький корпус                                    |                                                          |
|                                             |                                               |                                                            | 121-ша стрілецька дивізія                                |
|                                             |                                               |                                                            | 143-тя стрілецька дивізія                                |
|                                             |                                               |                                                            | 55-та стрілецька дивізія                                 |
|                                             |                                               | 17-й механізований корпус (генерал-майор Петров М. П.)     |                                                          |
|                                             |                                               |                                                            | 27-ма танкова дивізія                                    |
|                                             |                                               |                                                            | 36-та танкова дивізія                                    |
|                                             |                                               |                                                            | 209-та мотострілецька дивізія                            |

| Група армій «Центр» (генерал-фельдмаршал Федор фон Бок) |                                                                 |                                                   |                               |
|                                                         | 3-тя танкова група (генерал-полковник Герман Гот)               |                                                   |                               |
|                                                         |                                                                 | 39-й моторизований корпус                         |                               |
|                                                         |                                                                 |                                                   | 7-ма танкова дивізія          |
|                                                         |                                                                 |                                                   | 12-та танкова дивізія         |
|                                                         |                                                                 |                                                   | 20-та танкова дивізія         |
|                                                         |                                                                 |                                                   | 14-та моторизована дивізія    |
|                                                         |                                                                 |                                                   | 20-та моторизована дивізія    |
|                                                         |                                                                 | 57-й моторизований корпус                         |                               |
|                                                         |                                                                 |                                                   | 19-та танкова дивізія         |
|                                                         |                                                                 |                                                   | 18-та моторизована дивізія    |
|                                                         | 9-та армія (генерал-полковник Адольф Штраус)                    |                                                   |                               |
|                                                         |                                                                 | 6-й армійський корпус                             |                               |
|                                                         |                                                                 |                                                   | 6-та піхотна дивізія          |
|                                                         |                                                                 |                                                   | 26-та піхотна дивізія         |
|                                                         |                                                                 | 5-й армійський корпус                             |                               |
|                                                         |                                                                 |                                                   | 5-та піхотна дивізія          |
|                                                         |                                                                 |                                                   | 35-та піхотна дивізія         |
|                                                         |                                                                 |                                                   | 161-ша піхотна дивізія        |
|                                                         |                                                                 | 8-й армійський корпус                             |                               |
|                                                         |                                                                 |                                                   | 8-ма піхотна дивізія          |
|                                                         |                                                                 |                                                   | 28-ма піхотна дивізія         |
|                                                         |                                                                 | 20-й армійський корпус                            |                               |
|                                                         |                                                                 |                                                   | 87-ма піхотна дивізія         |
|                                                         |                                                                 |                                                   | 129-та піхотна дивізія        |
|                                                         |                                                                 |                                                   | 162-га піхотна дивізія        |
|                                                         |                                                                 |                                                   | 256-та піхотна дивізія        |
|                                                         |                                                                 | Резерв армії                                      |                               |
|                                                         |                                                                 |                                                   | 403-тя дивізія охорони        |
|                                                         |                                                                 |                                                   | 900-та моторизована бригада   |
|                                                         | 4-та армія (генерал-фельдмаршал Гюнтер фон Клюге)               |                                                   |                               |
|                                                         |                                                                 | 13-й армійський корпус                            |                               |
|                                                         |                                                                 |                                                   | 78-ма піхотна дивізія         |
|                                                         |                                                                 |                                                   | 252-га піхотна дивізія        |
|                                                         |                                                                 | 7-й армійський корпус                             |                               |
|                                                         |                                                                 |                                                   | 7-ма піхотна дивізія          |
|                                                         |                                                                 |                                                   | 23-тя піхотна дивізія         |
|                                                         |                                                                 |                                                   | 258-ма піхотна дивізія        |
|                                                         |                                                                 |                                                   | 268-ма піхотна дивізія        |
|                                                         |                                                                 | 9-й армійський корпус                             |                               |
|                                                         |                                                                 |                                                   | 17-та піхотна дивізія         |
|                                                         |                                                                 |                                                   | 137-ма піхотна дивізія        |
|                                                         |                                                                 |                                                   | 263-тя піхотна дивізія        |
|                                                         |                                                                 | 43-й армійський корпус                            |                               |
|                                                         |                                                                 |                                                   | 131-ша піхотна дивізія        |
|                                                         |                                                                 |                                                   | 134-та піхотна дивізія        |
|                                                         |                                                                 | 12-й армійський корпус                            |                               |
|                                                         |                                                                 |                                                   | 31-ша піхотна дивізія         |
|                                                         |                                                                 |                                                   | 34-та піхотна дивізія         |
|                                                         |                                                                 | Резерв армії                                      |                               |
|                                                         |                                                                 |                                                   | 221-ша дивізія охорони        |
|                                                         |                                                                 |                                                   | 286-та дивізія охорони        |
|                                                         | 2-га танкова група (генерал-полковник Гайнц Вільгельм Гудеріан) |                                                   |                               |
|                                                         |                                                                 | 46-й моторизований корпус                         |                               |
|                                                         |                                                                 |                                                   | 10-та танкова дивізія         |
|                                                         |                                                                 |                                                   | Танкова дивізія СС «Дас Райх» |
|                                                         |                                                                 |                                                   | Піхотний полк «Гроссдойчланд» |
|                                                         |                                                                 | 47-й моторизований корпус                         |                               |
|                                                         |                                                                 |                                                   | 17-та танкова дивізія         |
|                                                         |                                                                 |                                                   | 18-та танкова дивізія         |
|                                                         |                                                                 |                                                   | 29-та моторизована дивізія    |
|                                                         |                                                                 | 24-й моторизований корпус                         |                               |
|                                                         |                                                                 |                                                   | 1-ша кавалерійська дивізія    |
|                                                         |                                                                 |                                                   | 3-тя танкова дивізія          |
|                                                         |                                                                 |                                                   | 4-та танкова дивізія          |
|                                                         |                                                                 |                                                   | 10-та моторизована дивізія    |
|                                                         | Резерв групи армії                                              |                                                   |                               |
|                                                         |                                                                 | Командування 102-го тилового прифронтового району |                               |
|                                                         |                                                                 |                                                   | 102-га піхотна дивізія        |
|                                                         |                                                                 | 53-й армійський корпус                            |                               |
|                                                         |                                                                 |                                                   | 45-та піхотна дивізія         |
|                                                         |                                                                 |                                                   | 52-га піхотна дивізія         |
|                                                         |                                                                 |                                                   | 167-ма піхотна дивізія        |
|                                                         |                                                                 |                                                   | 255-та піхотна дивізія        |
|                                                         |                                                                 |                                                   | 267-ма піхотна дивізія        |
|                                                         | Армійська група 2 (генерал-полковник Максиміліан фон Вейхс)     |                                                   |                               |
|                                                         | Резерв ОКГ                                                      |                                                   |                               |
|                                                         |                                                                 | 35-те головне командування                        |                               |
|                                                         |                                                                 |                                                   | 15-та піхотна дивізія         |
|                                                         |                                                                 |                                                   | 112-та піхотна дивізія        |
|                                                         |                                                                 |                                                   | 197-ма піхотна дивізія        |
|                                                         |                                                                 |                                                   | 293-тя піхотна дивізія        |
|                                                         |                                                                 | 42-й армійський корпус                            |                               |
|                                                         |                                                                 |                                                   | 106-та піхотна дивізія        |
|                                                         |                                                                 |                                                   | 110-та піхотна дивізія        |

## Хід бойових дій

### Початок німецького наступу
Наступу сухопутних сил вермахту передувала потужна повітряна підготовка, яке в лічені години призвела до розгрому радянської авіації.

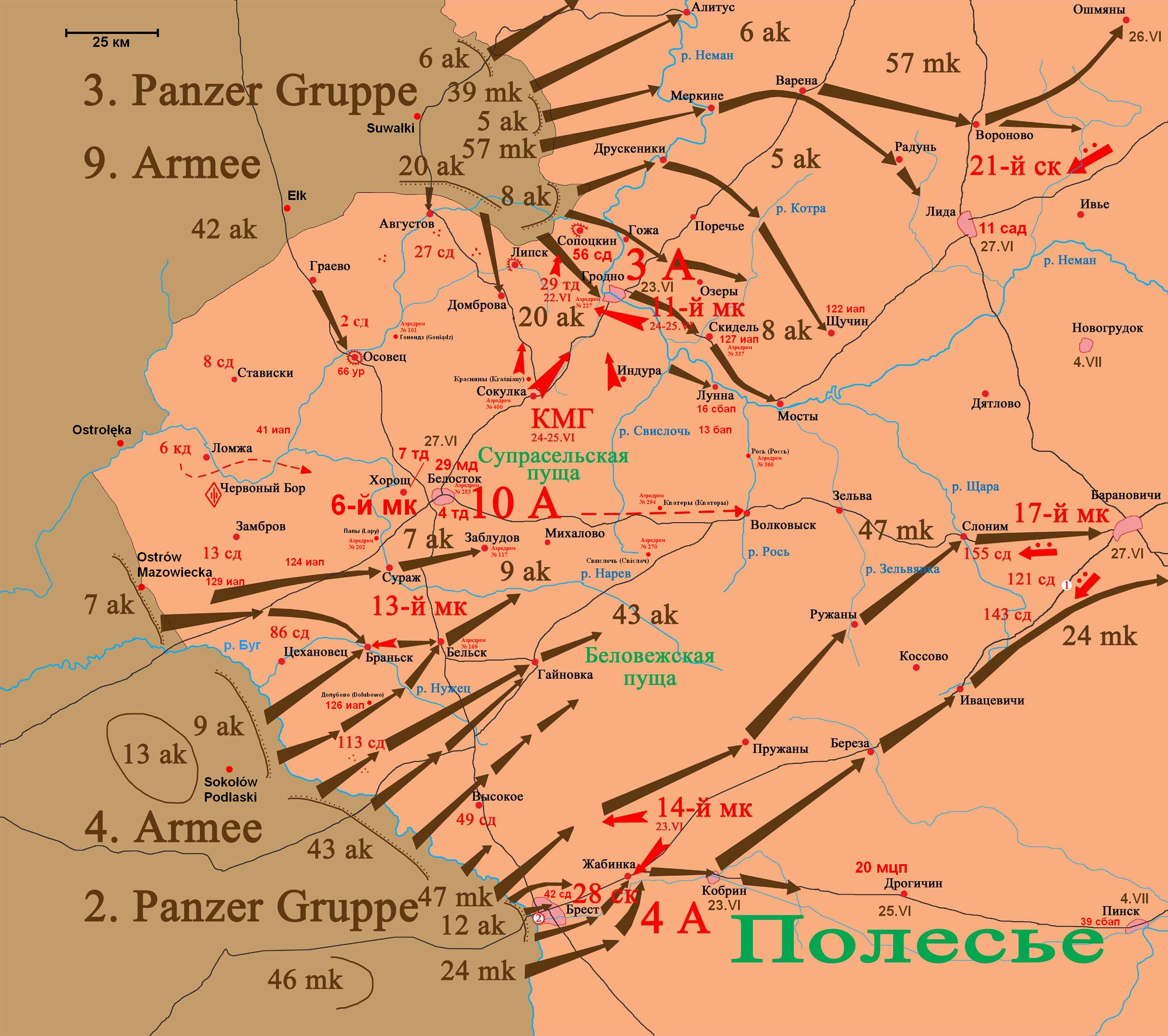
Бої на Білостоцькому виступі 22—25 червня 1941

Німецька 3-тя танкова група (командувач — генерал-полковник Г. Гот) завдавала головного удару в Литві, з метою розгрому радянських військ, що знаходилися там, та прориву в тил радянському Західному фронту. У перший же день моторизовані корпусу вийшли до Німану і захопили мости в Алітусі і Мяркінє, після чого продовжили наступ на східному березі. Бій за Алітус між частинами німецького 39-го мотокорпусу і радянською 5-ю танковою дивізією виявився одним з найважчих за всю війну для 39-го мотокорпусу.
На південь діяла німецька 9-а армія (командувач — генерал-полковник А. Штраус), що атакувала з фронту радянську 3-ю армію (командувач — генерал-лейтенант В. І. Кузнецов), відкинула її і на наступний день зайняла Гродно. Контратака радянського 11-го механізованого корпусу під Гродно в перший день війни була відбита.
На фронті радянської 10-ї армії противник вів відволікаючі дії, проте на південному фасі Білостоцького виступу трьома корпусами (в першому ешелоні) німецька 4-та армія (командувач — генерал-фельдмаршал Г. фон Клюге) завдала нищівного удару в напрямку Більська. Три радянські стрілецькі дивізії, що оборонялися тут, були відкинуті і частково розсіяні. Опівдні 22 червня в районі Бранська з німецькими військами вступив у бій радянський 13-й мехкорпус, який перебував у стані формування. На кінець дня радянські війська були вибиті з Бранська. Весь наступний день за це місто йшов бій. Після відбиття радянських контратак 24 червня німецькі війська продовжили наступ і зайняли Більськ.
У районі Бреста радянська 4-та армія зазнала удару від 2-ї танкової групи (командувач — генерал-полковник Г. Гудеріан). Два німецьких моторизованих корпуси форсували р. Буг на північ і на південь від Бреста, безпосередньо на місто наступав 12-й армійський корпус у складі трьох піхотних дивізій. Протягом короткого часу радянські з'єднання, що розташовувалися в самому Бресті, а також у фортеці та військових містечках навколо Бреста (2 стрілецькі і 1 танкова дивізії), були розгромлені в результаті артилерійських ударів і авіанальотів. Уже до 7:00 22 червня Брест був захоплений, проте в Брестській фортеці і на вокзалі опір радянських підрозділів тривав ще протягом тижня.

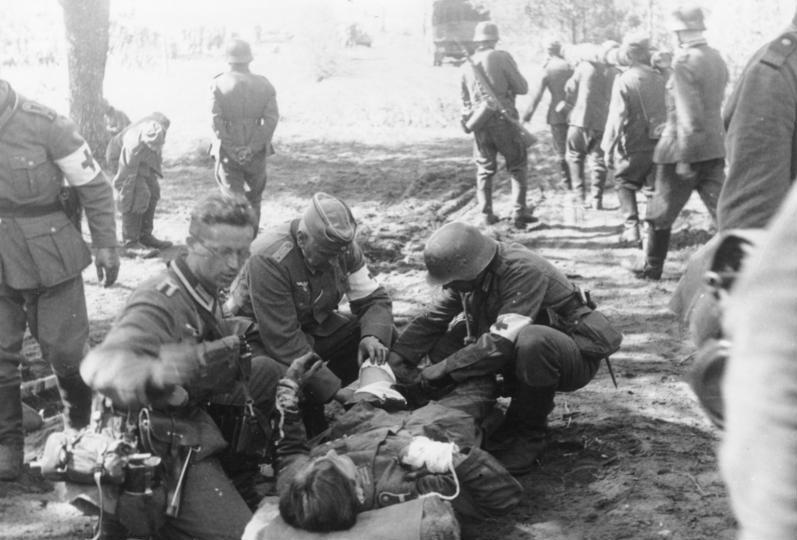
Початок німецького наступу. Перев'язувальний пункт під Августовим. 22 червня 1941 року

### Радянські контрудари
Увечері 22 червня командувачам Північно-Західного, Західного і Південно- західного фронтів надійшла «Директива № 3» за підписами наркома оборони СРСР маршала Тимошенко, начальника Генштабу СРСР Жукова і члена головвоєнради Маленкова: «завдавши потужного контрудару», знищити наступаючого противника і до 24 червня зайняти польські міста Сувалки і Люблін. 23 червня в штаб Західного фронту вилетіли представники вищого командування маршали Б. М. Шапошников і Г. І. Кулик, потім маршал К. Є. Ворошилов.
23 червня частини радянського 14-го мехкорпусу і 28-го стрілецького корпусу 4-ї армії контратакували німецькі війська в районі Бреста, але були відкинуті. Німецькі моторизовані корпуси продовжили наступ на Барановичі і на Пінському напрямку, зайнявши Пружани, Ружани і Кобрин.

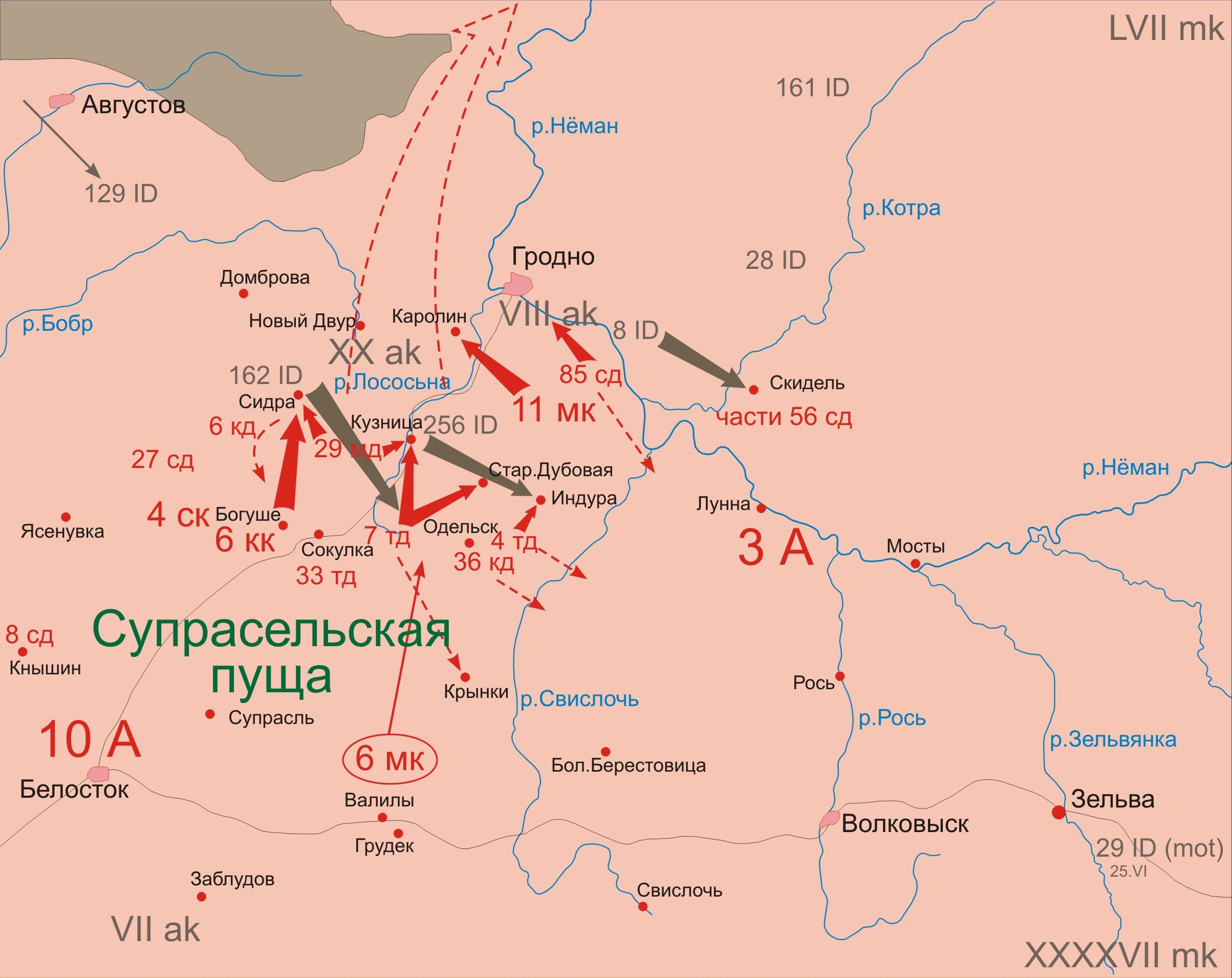
Радянський контрудар під Гродно 24—25 червня 1941 року.

24 червня розпочався радянський контрудар у районі Гродно силами сформованої кінно-механізованої групи (КМГ) під керівництвом заступника командувача фронтом генерал-лейтенанта І. В. Болдіна. До контрудару були залучені боєготовий 6-й мехкорпус (більше 1000 танків) генерал-майора М. Г. Хацкілевича і 6-й кавкорпус, проте панування в повітрі німецької авіації, погана організація удару, атака на підготовлену протитанкову позицію і розгром тилів призвели до того, що німецьким військам вдалося зупинити війська КМГ Болдіна. Окремо діяв 11-й мехкорпус 3-ї армії, якому вдалося навіть вийти до передмістя Гродно.
Німецький 20-й армійський корпус був тимчасово змушений зайняти оборону, однак інші німецькі корпуси 9-ї армії (8-й, 5-й і 6-й) продовжили охоплення основних сил радянської армії в Білостоцькому виступі. З огляду на невдачу контрудару і фактичного початку оточення до 20:00 25 червня І. В. Болдін віддав наказ припинити атаки і почати відступ.

### Білостоцький котел
Білостоцький виступ, в якому розташовувалися радянські війська, мав форму пляшки з шийкою на схід і спирався на єдину дорогу Білосток — Слонім. При цьому всі штаби з'єднань 10-ї армії до початку війни перебували на захід від лінії Білостока:
- 1-й стрілецький корпус — Візна
- 5-й стрілецький корпус — Замбрув
- 6-й механізований корпус — Білосток
- 13-й механізований корпус — Більськ
- 6-й кавалерійський корпус — Ломжа.

До 25 червня вже стало ясно, що охоплення німецькими військами Білостоцького виступу загрожує військам радянського Західного фронту повним оточенням. Близько опівдня 25 червня радянські 3-тя і 10-я армії отримали наказ штабу фронту на відступ. 3-тя армія повинна була відступати на Новогрудок, 10-та армія — на Слонім. 27 червня радянські війська залишили Білосток. Щоб зберегти шляхи відходу, вони вели бої в районі Вовковиська і Зельви.
28 червня 1941 року німецькими військами був зайнятий Вовковиськ. «Білостоцький котел» був розсічений надвоє в районі Вовковиська. В результаті противник оточив частину сил 10-ї армії на схід від Білостока. У західній частині «котла», ближче до Білостока, опинилися в основному з'єднання і частини 10-ї армії. У східній частині «котла», в районі Новогрудка, перебували переважно з'єднання 3-ї і 13-ї армій Західного фронту. Деякі німецькі дивізії перейшли до оборони «перевернутим фронтом» на рубежі Слонім, Зельва, Ружани. Таким чином, шляхи відходу 3-ї і 10-ї армій були перерізані, а війська, які зуміли відійти з Білостоцького виступу, виявилися в оточенні в декількох «котлах» між Великою Берестовицею, Вовковиськом, Мостами, Слонімом і Ружанах. Бої в цьому районі досягли особливого напруження 29—30 червня. Запеклі бої, за словами начальника німецького Генерального штабу Ф. Гальдера, скували весь центр і частину правого крила німецької 4-ї армії, яку довелося посилити 10-ю танковою дивізією. У своєму військовому щоденнику він навів враження німецького генерал-інспектора піхоти Отта про бої в районі Гродна:

Впертий опір росіян змушує нас вести бій за всіма правилами наших бойових статутів. У Польщі та на Заході ми могли дозволити собі відомі вольності і відступи від статутних принципів; тепер це неприпустимо.

1 липня 1941 частини 4-ї німецької армії увійшли в контакт з частинами 9-ї армії, завершивши повне оточення радянських військ, що відступали з Білостоцького виступу.
3 липня командування над піхотними дивізіями 4-ї армії прийняв штаб 2-ї армії (командувач — генерал-полковник М. фон Вейхс, який поряд з командувачем 9-ю армією А. Штраусом очолював німецькі війська на завершальному етапі битви). 4-я армія генерал-фельдмаршала Г. фон Клюге, якій були оперативно підпорядковані 2-а і 3-я танкові групи, продовжила наступ на схід.
До кінця червня тривали бої в Брестській фортеці. 29 червня німецька авіація скинула на Східний форт (останній осередок опору радянських військ) дві 500-кілограмові бомби і одну бомбу вагою 1800 кг. Вранці наступного дня штаб німецької 45-ї піхотної дивізії доповів про повне взяття Брестської фортеці. Дивізія оголосила про захоплення 7000 полонених, включаючи 100 офіцерів, при цьому її власні втрати склали 482 загиблих (в тому числі 32 офіцера) і понад 1000 поранених (понад 5 % від загального числа загиблих на всьому Східному фронті до 30 червня 1941 року).

### Оборона Мінська і Мінський «котел»

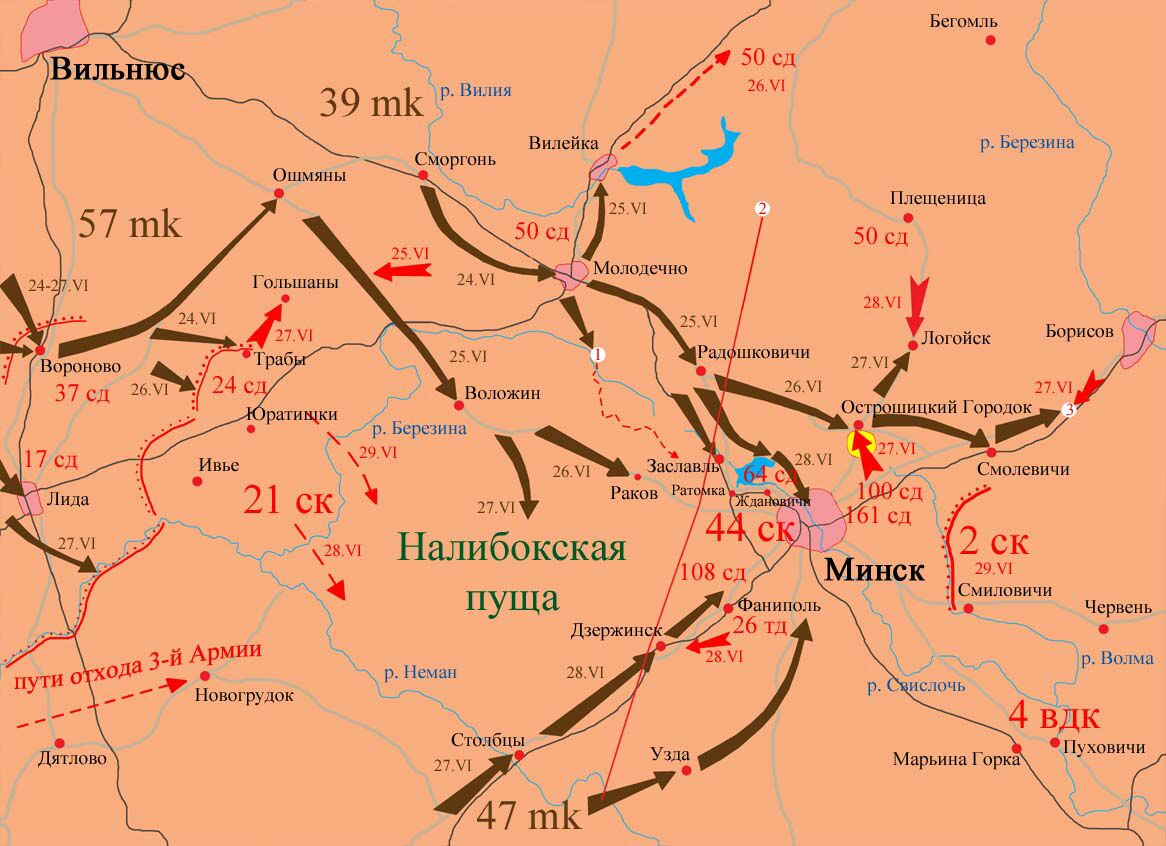
Прорив німецької 3-ї танкової групи до Мінська
24—28 червня 1941 року

Тим часом німецькі моторизовані корпуси, що просувалися на схід, 24 червня натрапили на другий ешелон радянського Західного фронту. 47-й мотокорпус німецької 2-ї танкової групи зіткнувся з трьома радянськими дивізіями в районі Слоніма, які затримали його на добу, а 57-й мотокорпус 3-ї танкової групи — з 21-м стрілецьким корпусом у районі Ліди.
У цей час німецький 39-й мотокорпус, просуваючись в оперативній порожнечі, 25 червня вийшов на підступи до Мінська. До столиці Білорусії прорвалися три танкові дивізії (7-ма, 20-та і 12-та), всього до 700 танків, на наступний день до них приєдналася 20-а моторизована дивізія. 26 червня були зайняті Молодечно, Воложин і Радошковичі. 7-я німецька танкова дивізія обійшла Мінськ з півночі і попрямувала до Борисова. У ніч на 27 червня її передовий загін зайняв Смолевичі на шосе Мінськ — Москва.
Мінськ обороняв 44-й стрілецький корпус комдива В. А. Юшкевича, який зайняв позиції Мінського укріпрайону, а також 2-й стрілецький корпус (командир — генерал-майор А. М. Єрмаков); всього в районі Мінська знаходилося 4 радянські стрілецькі дивізії. 27 червня командування над військами, що обороняли Мінськ, прийняв штаб 13-ї армії (командувач — генерал-лейтенант П. М. Філатов), який щойно вийшов з-під удару в районі Молодечно. Нарком оборони СРСР маршал С. К. Тимошенко віддав наказ: Мінськ ні в якому разі не здавати, навіть за умови повного оточення військ, його обороняти. У цей же день радянська 100-та стрілецька дивізія провела контратаку на Городок на північ від Мінська, але та була відбита.
Тим часом 26 червня німецький 47-й моторизований корпус 2-ї танкової групи зайняв Барановичі, підходячи до Мінська з півдня. 27 червня він захопив Стовпці, а 28 червня — Дзержинськ.
28 червня близько 17:00 частини німецької 20-ї танкової дивізії увірвалися до Мінська з північного заходу. Дві дивізії 44-го стрілецького корпусу залишилися утримувати позиції на захід від Мінська, в той час як 2-й стрілецький корпус відійшов на схід від Мінська на рубіж річки Волма.
У результаті охоплень німецьких 2-ї і 3-ї танкових груп у Налібоцькій пущі виявилися оточені залишки 3-ї, 10-ї і частини 13-ї і 4-ї армій. До 8 липня бої в Мінському «котлі» були завершені.

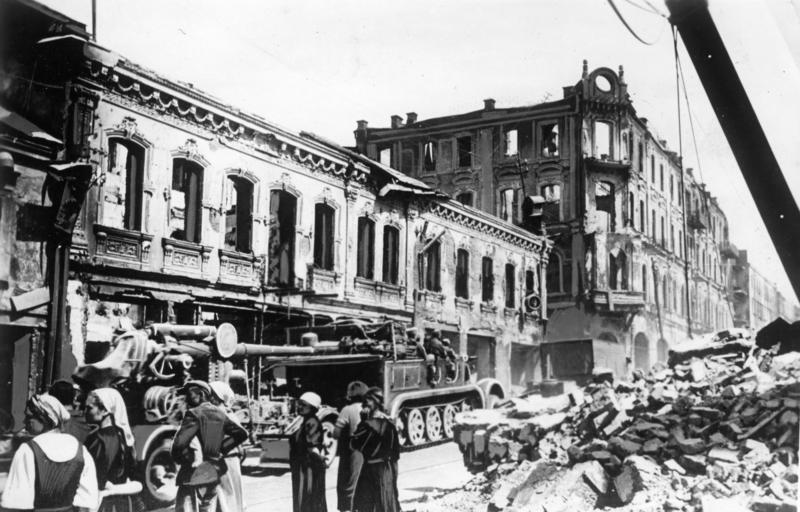
Руїни Мінська, липень 1941 р.

## Наслідки

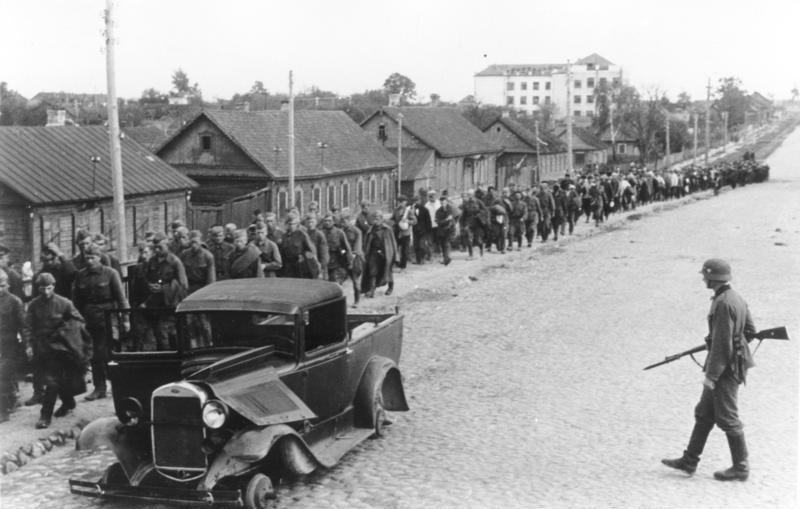
Колона радянських військовополонених і розбитий автомобіль ГАЗ-4 на вулицях Мінська. 2 липня 1941 року

У ході наступу противник домігся серйозних оперативних успіхів: завдав важкої поразки радянському Західному фронту, захопив значну частину Білорусії і просунувся на глибину понад 300 км. Тільки зосередження Другого стратегічного ешелону, який зайняв позиції по річках Західна Двіна і Дніпро, дозволило затримати просування вермахту до Москви в Смоленській битві.
У складі радянської 3-ї армії були повністю розгромлені 4-й стрілецький і 11-й механізовані корпуси, в 10-й армії виявилися знищеними всі з'єднання і частини армії.
Всього в Білостоцькому і Мінському «котлах» були знищені 11 стрілецьких, 2 кавалерійські, 6 танкових і 4 моторизовані дивізії, загинули 3 комкора і 2 комдива, потрапили в полон 2 комкора і 6 командирів дивізій, ще 1 командир корпусу і 2 командира дивізій пропали безвісти.
11 липня 1941 року в зведенні німецького Головного командування підведені підсумки боїв групи армій «Центр»: в двох «котлах» — Білостоцькому і Мінському взято в полон 324 тис. чоловік, в тому числі кілька старших генералів, захоплено 3332 танка, 1809 гармат та інші численні військові трофеї.
Німецький історик В. Хаупт пише про 287 704 полонених, захоплення 2585 танків, 245 непошкоджених літаків і 1449 гармат, але це дані з наказу Ф. фон Бока від 8 липня 1941 року.
Офіційні російські дані по втратах Західного фронту враховують всі втрати Збройних сил з 22 червня по 9 липня, включаючи контрудари на Борисовському і Лепельському напрямках, але не враховують втрати прикордонних військ (чисельність яких на 22.06.1941 складала 19 519 чол.), військ НКВС і інших служб, що не відносяться до наркомату оборони СРСР. Вони складають 341 021 осіб безповоротних втрат і 76 717 санітарних, разом 417 729 осіб.

### Моральний ефект
Поразка під Мінськом сильно психологічно вплинула на радянське керівництво. 28 червня І. В. Сталін сказав членам Політбюро:

Ленін залишив нам велику спадщину, а ми, його спадкоємці, все це просрали …

Радянське Інформбюро про здачу Мінська не повідомило.

### Доля генералів
30 червня командувач Західним фронтом генерал армії Д. Г. Павлов та інші генерали були заарештовані. Після нетривалого слідства Д. Г. Павлов був засуджений Військовою колегією Верховного суду СРСР, позбавлений військового звання і всіх нагород і засуджений до розстрілу.
Разом з ним були засуджені і 22 липня розстріляні начштабу фронту генерал-майор В. Ю. Климовських і начальник зв'язку фронту генерал-майор А. Т. Григор'єв. Начальник артилерії фронту генерал-лейтенант М. О. Клич і командир 14-го механізованого корпусу генерал-майор С. І. Оборін були заарештовані 8 липня і згодом розстріляні. Командувач 4-ю армією генерал-майор О. А. Коробков 8 липня був відсторонений від посади, наступного дня заарештований і розстріляний 22 липня разом з Павловим, Климовських і Григор'євим. Був заарештований і дещо пізніше (23 лютого 1942 р.) розстріляний заступник командувача ВПС Західного фронту генерал-майор авіації А. Таюрський.
Командувач ВПС Західного Особливого військового округу генерал-майор авіації І. І. Копець, дізнавшись про втрати ВПС округу протягом першого дня війни, застрелився. Командир 9-ї змішаної авіаційної дивізії, яка втратила в перший день війни 347 літаків з 409, генерал-майор авіації С. А. Черних 8 липня 1941 року був заарештований і незабаром розстріляний. Після смерті Сталіна всі розстріляні воєначальники були посмертно реабілітовані і відновлені у військових званнях.